# Landhuis Habaai
Landhuis Habaai is een landhuis in Willemstad, Curaçao.

## Geschiedenis
Bij het vestigen van de Braziliaanse Joden op Curaçao werden aan het Schottegat in de 18e eeuw diverse plantages aangelegd, waaronder de plantages De Hoop, Bleinheim, Marchena en Habaai. Deze wijk werd het Jodenkwartier genoemd.
Plantage Habaai had eerder de naam "Plantage Welgelegen". In 1771 kreeg de plantage een Joodse eigenaar. Hij werd Gabai Henriquez genoemd, de naam voor wat je de koster van de synagoge zou kunnen noemen. Daaraan ontleent het landhuis zijn huidige naam 'Habaai'. Landhuis Habaai is medio de 18e eeuw gebouwd. De oorspronkelijke keuken is niet meer aanwezig. Aanvankelijk was het vermoedelijk een plantagewoning en was er een gemengde onderneming van zowel veeteelt als landbouw. In november 1803 verkocht Rachel, dochter van Isaac de Solas en weduwe van Moses Frois, het aan Jan Hero van der Meulen. Bij zijn overlijden in 1820 ging dit over op zijn schoonzoon, Reinier Frederik baron van Raders, die later gouverneur van Kolonie Curaçao werd. Van Raders woonde in het landhuis met zijn vrouw en acht kinderen en heeft het landhuis gedeeltelijk verbouwd. Op het terrein bevinden zich drie familiegraven; van zijn jongste zoon Constantijn, zijn vrouw Elisabeth en zijn schoonvader Jan Hero van der Meulen.
In 1864 werd het huis verkocht aan de zusters Franciscanessen. Zij vestigden er eerst een meisjesinternaat, van 1867 tot 1824 een weeshuis. In die periode werden er ook strohoedenvlechters opgeleid. Na sluiting van het weeshuis woonden er novicen, later werd het verbouwd tot retraitecentrum. Bij gebrek aan onderhoud raakte het landhuis is verval, tot het in 2005 verkocht wer aan Herman en Lusette Verboom. Anno 2024 is het een cultureel centrum waar de galerie Alma Blou gehuisvest is.

## Architectuur
Ondanks de verschillende functies die landhuis Habaai heeft gehad, is het als geheel intact gebleven. Het heeft een voor- en achtergalerij, en als een van de weinige landhuizen een bovenverdieping die tot de voor- en achtergalerij doorloopt. De vooraan gelegen galerij-arcade is open en voorzien van segmentbogen. Het heeft een zadeldak met driehoekige dakkapellen. Het aanpalende gebouw waarin een lijstenmakergevestigd is, verkeert in vervallen staat.

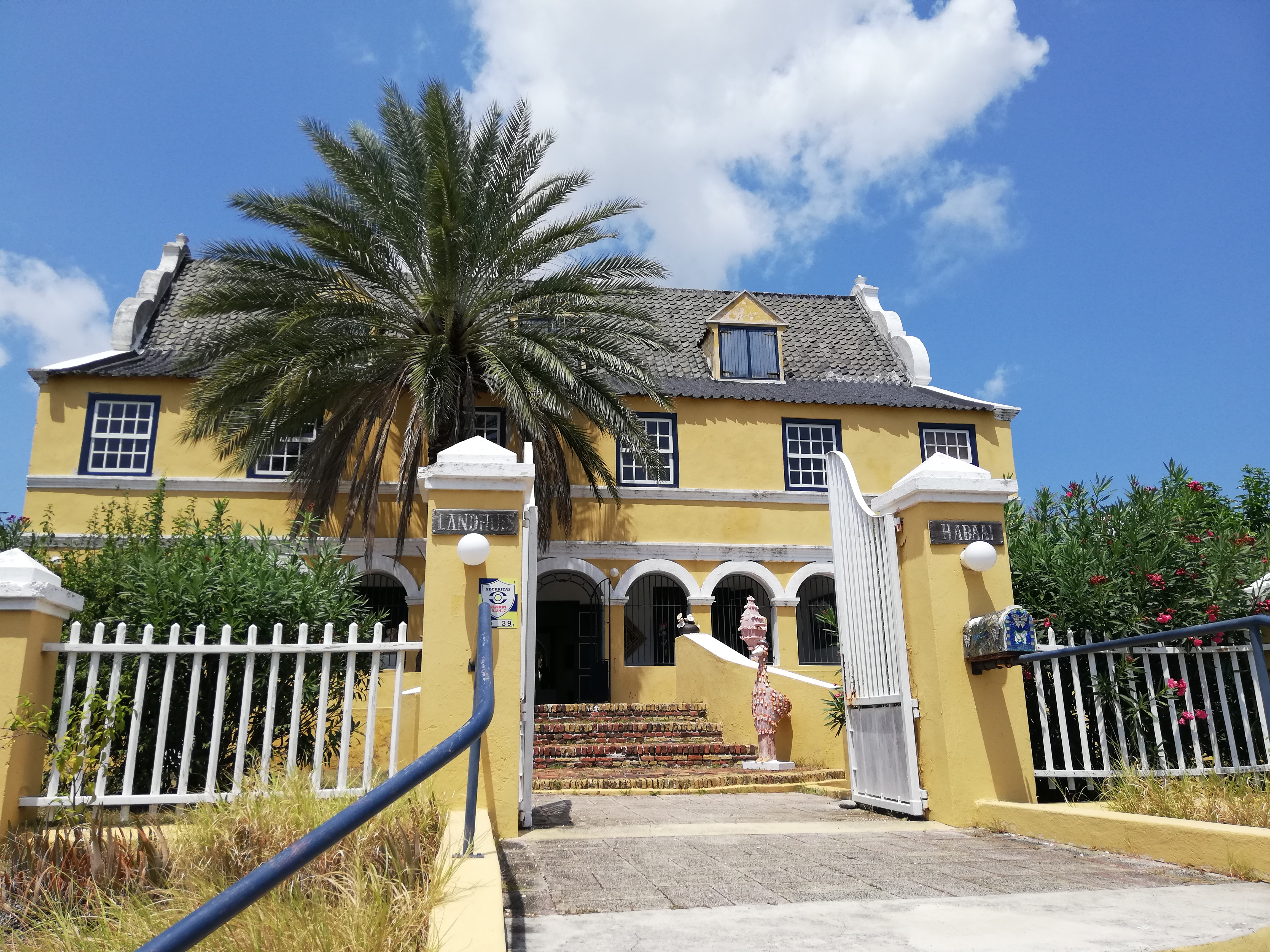
Voorkant Landhuis Habaai (2024)
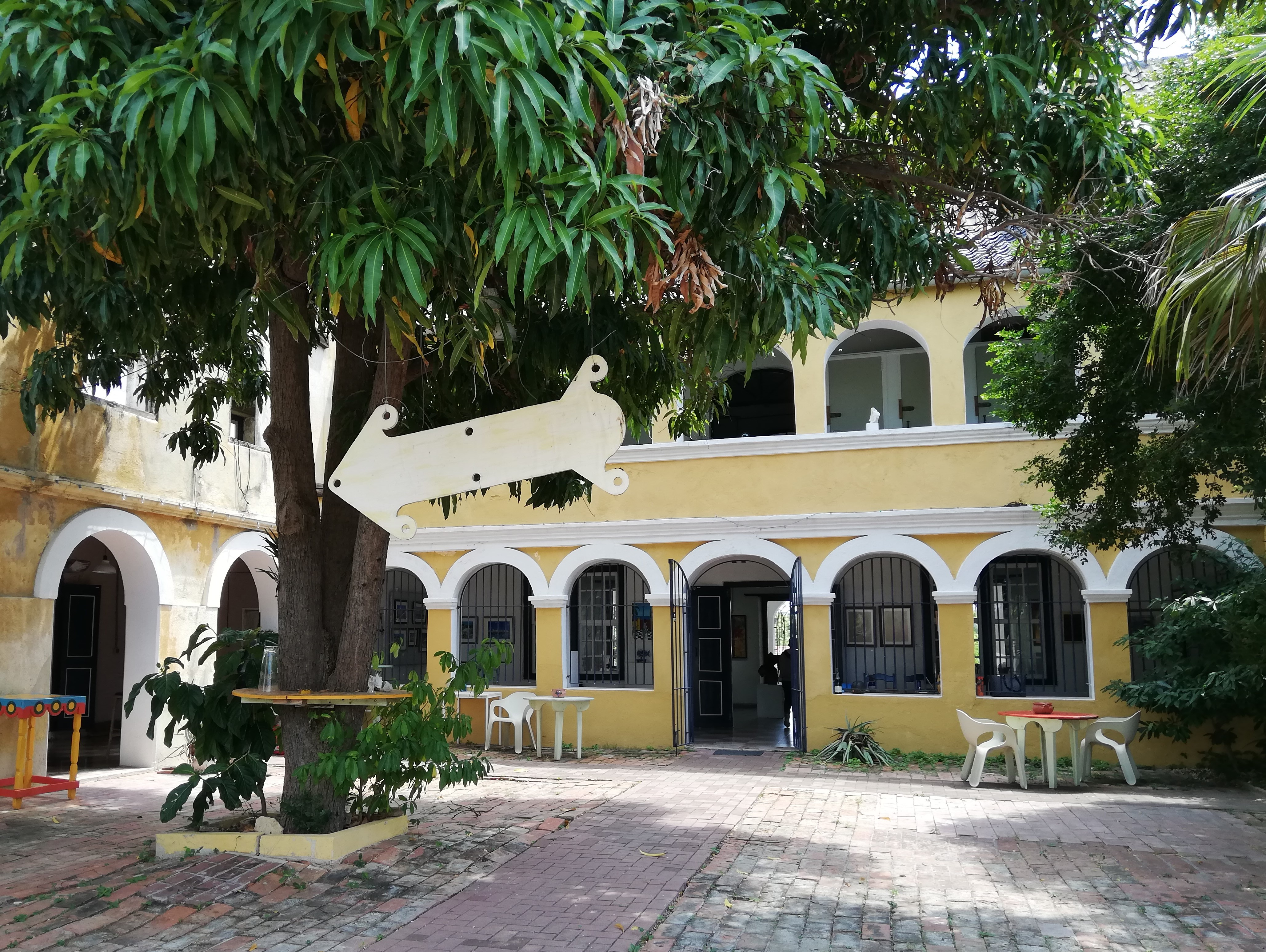
Binnenplein Landhuis Habaai (2024)
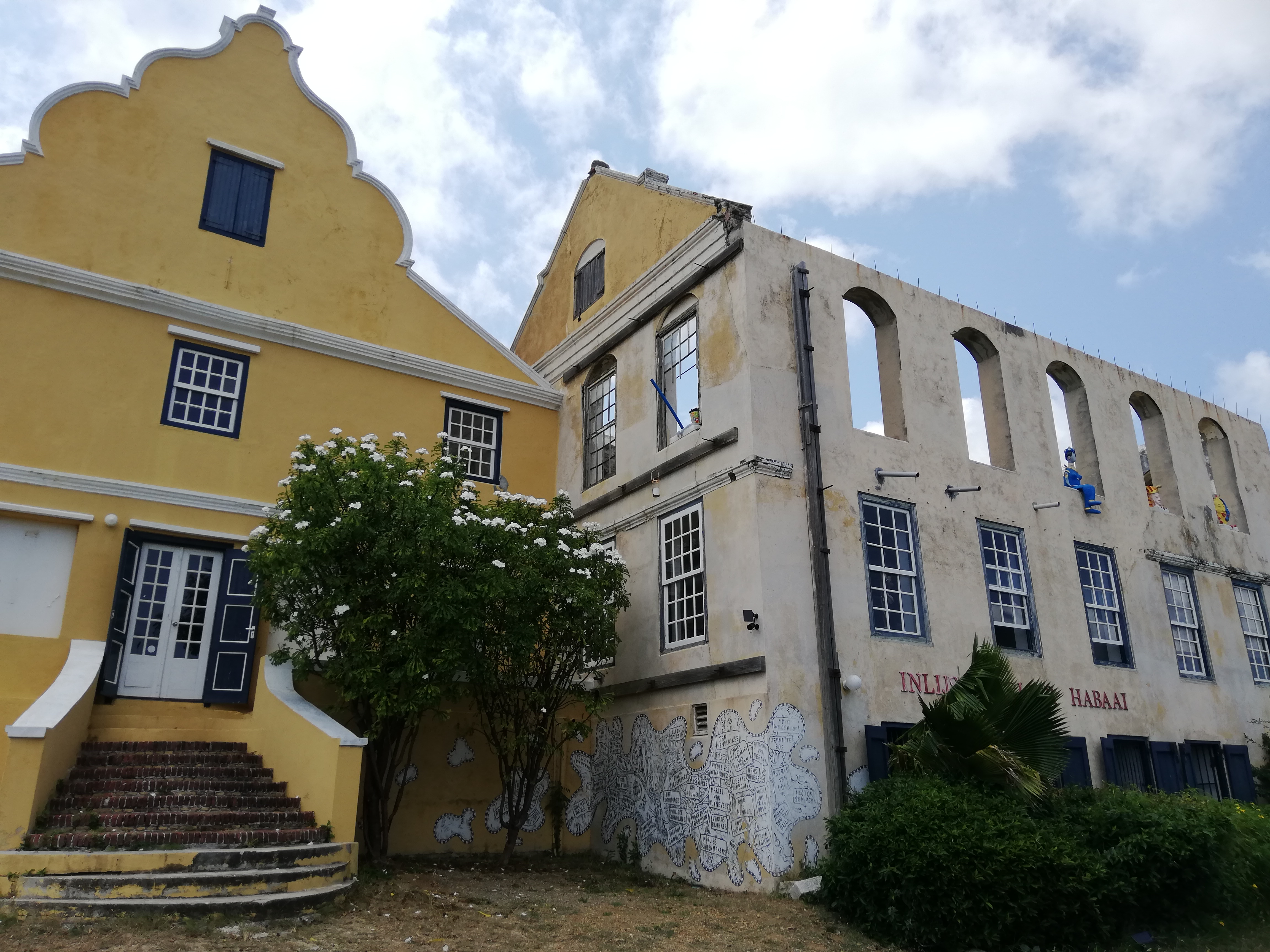
Zijgevel Landhuis Habaai (2024)